# Trutnice

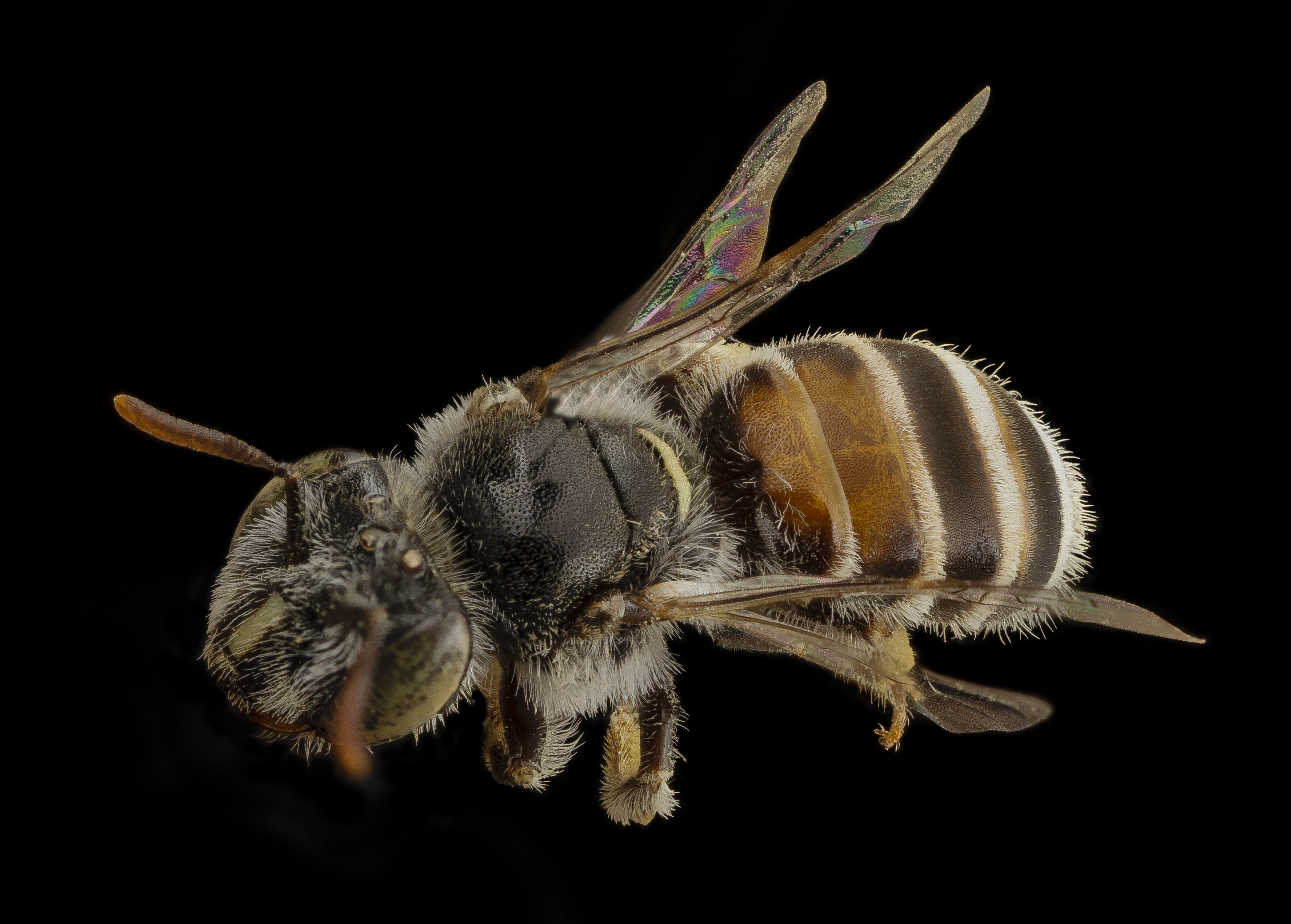
Samica Meliturgula haematospila

Trutnice (Melitturgini) – plemię pszczół z rodziny pszczolinkowatych i podrodziny zbierkowatych.
Pszczoły te są całkowicie czarne lub mają żółte znaki, które mogą być tak rozległe, że zajmują większość ciała. Niekiedy na metasomie występuje jeszcze barwa czerwona. Budowa ciała jest tęższa niż u Protandrenini i zbierek. Samce, z wyjątkiem rodzaju Melitturgula, a także niektóre samice pozbawione są zagłębień twarzowych. Wewnętrzne krawędzie obwódek ocznych są u samców rozbieżne ku dołowi, z wyjątkiem rodzaju Plesiopanurgus, u którego są faliste. Człony głaszczków wargowych są podobnej długości, a trzeci osadzony jest na wierzchołku drugiego. Pterostygma w przednich skrzydłach jest smukła i ma prostą lub prawie prostą krawędź w obrębie komórki marginalnej. Użyłkowanie przedniej pary skrzydeł cechuje co najwyżej delikatnie zakrzywiona żyłka bazalna. Samice, z wyjątkiem rodzaju Melitturgula, mają zredukowane lub całkiem zanikłe walwy pierwszej walwuli żądła.
Przedstawiciele plemienia występują w Palearktyce i krainie etiopskiej (Afroeurazja). W Polsce występuje tylko trutnica lucernowa (zobacz: pszczolinkowate Polski).
Należą tu rodzaje:
- Borgatomelissa Patiny, 2000
- Flavomeliturgula Patiny, 1999
- Gasparinahla Patiny, 2001
- Melitturga Latreille, 1809 – trutnica
- Meliturgula Friese, 1903
- Mermiglossa Friese, 1912
- Plesiopanurgus Cameron, 1907